# ニューカッスル＝アンダー＝ライム
ニューカッスル＝アンダー＝ライム (Newcastle-under-Lyme) は、イングランド・スタッフォードシャーのタウンで、バラ・オブ・ニューカッスル＝アンダー＝ライムの主要エリアを占めている。

## 概要
2001年の国勢調査による人口は、73,944人であった。
シティのニューカッスル・アポン・タインとは、全く別の街である。
「ニューカッスル」の名前は、12世紀に新しい城が建った位置に由来している。「ライム」は、ライム川に由来している。

## 姉妹都市・提携都市

### 世界新城サミット
1998年、日本の新城市の呼びかけで、世界各地の「新しい城」という意味の名をもつ地方都市の間で国際交流を図ることを目的として「世界新城サミット」が開催され、ノイブルクも参加した。以降、隔年でサミットが開かれ、2008年に最後のサミットがノイブルクで行われた。
- 新城市（日本）- 第1回開催地
- ヌーシャテル（スイス連邦ヌーシャテル州） - 第2回開催地
- ニューキャッスル（アメリカ合衆国ペンシルベニア州） - 第3回開催地
- ニューキャッスル（アメリカ合衆国インディアナ州） - 第3回開催地
- ニューカッスル（南アフリカ共和国クワズール・ナタール州） - 第4回開催地
- ニューカッスル・アンダー・ライム（イギリススタフォードシャー州） - 第5回開催地
- ノイブルク・アン・デア・ドナウ（ドイツ連邦共和国バイエルン州） - 第6回開催地
- ヌフシャトー（フランス共和国ロレーヌ地域圏ヴォージュ県）- 第1回のみ参加
- ニューカッスル・アポン・タイン（イギリスタイン・アンド・ウィア州） - 第3回以降参加

## 出身人物
- レジナルド・ジョセフ・ミッチェル - 航空技術者